# Josip Radošević
Josip Radošević (Spalato, 3 aprile 1994) è un calciatore croato, centrocampista dell'Istria 1961.

## Caratteristiche tecniche
Centrocampista centrale dotato di fisicità e dinamismo, predilige giocare nel ruolo di schermo davanti alla difesa. Abile nel rubare palla e nel portare il pressing sugli avversari, si disimpegna agevolmente nella copertura dei compagni proiettati in fase offensiva grazie ad un buon senso della posizione in campo.

## Carriera

### Club

#### Gli esordi in patria
Approda nel settore giovanile dell'Hajduk Spalato all'età di 8 anni. Debutta in prima squadra il 23 novembre 2011, a 17 anni, nella gara di Coppa di Croazia contro l'NK Zagabria, nella quale parte dal primo minuto. Tre giorni dopo esordisce anche in campionato, nel quale colleziona complessivamente 7 presenze strabiliando. Nella stagione successiva, a 18 anni, diventa stabilmente titolare nel centrocampo dei bianchi di Spalato.

#### Napoli
Il 29 gennaio 2013 viene acquistato dal Napoli in prestito con diritto di riscatto. Aggregato per il resto della stagione alla formazione Primavera, debutta ufficialmente il 14 febbraio in occasione della partita contro il Lecce valida per il Torneo di Viareggio; durante la partita realizza due gol, entrambi su calcio di punizione, aprendo le marcature della partita che si concluderà con il risultato di 4-0 in favore dei partenopei.
Debutta in prima squadra e in Serie A il 25 agosto 2013 nella prima giornata del campionato 2013-2014 contro il Bologna, subentrando a Gonzalo Higuaín all'84'. In questa stagione colleziona otto presenze in campionato, tutte a gara in corso, e disputa l'unica gara da titolare il 15 gennaio 2014 in Coppa Italia contro l'Atalanta.
Nella stagione seguente, dopo aver collezionato una sola presenza in campionato, il 4 febbraio 2015 passa in prestito ai connazionali del Rijeka per tutto l'anno solare, quindi il 31 gennaio 2016 si trasferisce a titolo temporaneo all'Eibar, nella Liga, fino al termine della stagione.
Rientrato al Napoli, non convocato per il ritiro precampionato e relegato fuori rosa, il 31 agosto 2016 rescinde il contratto con un anno di anticipo.

#### Salisburgo e ritorno all'Hajduk
Una volta svincolatosi dal Napoli firma un contratto annuale, con opzione per un ulteriore anno, con gli austriaci del Salisburgo. Vince il titolo austriaco, collezionando 20 presenze e 3 reti.
A fine stagione torna all'Hajduk Spalato, con cui firma un contratto quadriennale. Ha preso la maglia numero 14, la stessa che aveva quattro anni prima che partisse per il Napoli.

#### Brøndby
Il 27 luglio 2018, è stato annunciato che Radošević si sarebbe unito alla squadra danese del Brøndby IF con un contratto quadriennale per un compenso di 800.000 euro. Ha esordito il 5 agosto nella vittoria per 2-0 in Superligaen contro il Nordsjaelland. Radošević ha collezionato 37 presenze nella sua prima stagione in Danimarca, segnando due gol. Durante la sua prima stagione è apparso principalmente come centrocampista difensivo, sostituendo il ruolo del beniamino dei tifosi Christian Nørgaard che aveva firmato per la Fiorentina prima dell'inizio della stagione.
Nella stagione successiva, dopo che Niels Frederiksen ha assunto la carica di capo allenatore del Brøndby, Radošević ha continuato come titolare nel centrocampo difensivo prima di subire un infortunio alla spalla nella vittoria per 5-2 sul Randers FC il 27 ottobre 2019
Ha ricominciato a giocare più regolarmente da titolare durante la prima metà della stagione 2020-21. Nella seconda metà della stagione, Radošević è stato un titolare indiscusso a centrocampo quando il Brøndby ha vinto il suo primo titolo di Superliga danese in 16 anni. Ha concluso la stagione con 35 presenze e zero gol.
Radošević è risultato positivo al COVID-19 durante un'epidemia nella prima squadra del Brøndby il 6 agosto 2021. Ciò significava che ha perso le partite contro i rivali del Copenaghen e il primo spareggio di UEFA Champions League contro la sua ex squadra, il Red Bull Salisburgo. Il 20 agosto, Radošević ha firmato un nuovo contratto quadriennale con il Brøndby, estendendo il suo accordo esistente fino a giugno 2025.

### Nazionale
Ha militato nelle selezioni Under-16, Under-17 e Under-19 della Croazia, collezionando complessivamente 26 presenze e 2 reti.
L'11 settembre 2012, all'età di 18 anni, esordisce in Nazionale maggiore nella gara delle qualificazioni al Mondiale 2014 contro il Belgio, nella quale parte dal primo minuto e diventa contestualmente il più giovane debuttante nella storia della Nazionale balcanica.
Il 4 marzo 2013 debutta in Under-21 nell'amichevole contro i pari età della Svezia.

## Statistiche

### Presenze e reti nei club
Statistiche aggiornate al 26 maggio 2024.
| Stagione              | Squadra               | Campionato            | Campionato | Campionato | Coppe nazionali | Coppe nazionali | Coppe nazionali | Coppe continentali | Coppe continentali | Coppe continentali | Altre coppe | Altre coppe | Altre coppe | Totale | Totale |
| Stagione              | Squadra               | Comp                  | Pres       | Reti       | Comp            | Pres            | Reti            | Comp               | Pres               | Reti               | Comp        | Pres        | Reti        | Pres   | Reti   |
| --------------------- | --------------------- | --------------------- | ---------- | ---------- | --------------- | --------------- | --------------- | ------------------ | ------------------ | ------------------ | ----------- | ----------- | ----------- | ------ | ------ |
| 2011-2012             | Hajduk Spalato        | 1.HNL                 | 7          | 0          | HNK             | 2               | 0               | UEL                | 0                  | 0                  | -           | -           | -           | 9      | 0      |
| 2012-gen. 2013        | Hajduk Spalato        | 1.HNL                 | 17         | 0          | HNK             | 3               | 0               | UEL                | 4                  | 0                  | -           | -           | -           | 24     | 0      |
| gen.-giu. 2013        | Napoli                | A                     | 0          | 0          | CI              | -               | -               | UEL                | -                  | -                  | SI          | -           | -           | 0      | 0      |
| 2013-2014             | Napoli                | A                     | 8          | 0          | CI              | 1               | 0               | UCL+UEL            | 0                  | 0                  | -           | -           | -           | 9      | 0      |
| 2014-gen. 2015        | Napoli                | A                     | 1          | 0          | CI              | 0               | 0               | UCL+UEL            | 0                  | 0                  | SI          | 0           | 0           | 1      | 0      |
| Totale Napoli         | Totale Napoli         | Totale Napoli         | 9          | 0          |                 | 1               | 0               |                    | -                  | -                  | -           | -           | -           | 10     | 0      |
| gen.-giu. 2015        | Rijeka                | 1.HNL                 | 16         | 1          | HNK             | 4               | 0               | -                  | -                  | -                  | -           | -           | -           | 20     | 1      |
| 2015-gen. 2016        | Rijeka                | 1.HNL                 | 16         | 1          | HNK             | 2               | 0               | UEL                | 2                  | 0                  | -           | -           | -           | 20     | 1      |
| Totale Rijeka         | Totale Rijeka         | Totale Rijeka         | 32         | 2          |                 | 6               | 0               |                    | 2                  | 0                  | -           | -           | -           | 40     | 2      |
| gen.-giu. 2016        | Eibar                 | PD                    | 8          | 0          | CdR             | 0               | 0               | -                  | -                  | -                  | -           | -           | -           | 8      | 0      |
| 2016-2017             | Salisburgo            | BL                    | 20         | 3          | ÖC              | 3               | 1               | UEL                | 5                  | 1                  | -           | -           | -           | 28     | 5      |
| 2017-2018             | Hajduk Spalato        | 1.HNL                 | 35         | 3          | HNK             | 5               | 0               | UEL                | 5                  | 1                  | -           | -           | -           | 45     | 4      |
| Totale Hajduk Spalato | Totale Hajduk Spalato | Totale Hajduk Spalato | 59         | 3          |                 | 10              | 0               |                    | 9                  | 1                  | -           | -           | -           | 78     | 4      |
| 2018-2019             | Brøndby               | SL                    | 20+10      | 2+0        | CD              | 3               | 0               | UEL                | 4                  | 0                  | -           | -           | -           | 37     | 2      |
| 2019-2020             | Brøndby               | SL                    | 18+9       | 1+0        | CD              | 1               | 0               | UEL                | 6                  | 0                  | -           | -           | -           | 34     | 1      |
| 2020-2021             | Brøndby               | SL                    | 22+9       | 0          | CD              | 2               | 0               | -                  | -                  | -                  | -           | -           | -           | 33     | 0      |
| 2021-2022             | Brøndby               | SL                    | 18+8       | 1+0        | CD              | 2               | 0               | UCL+UEL            | 1+6                | 0                  | -           | -           | -           | 35     | 1      |
| 2022-2023             | Brøndby               | SL                    | 19+8       | 2+1        | CD              | 0               | 0               | UECL               | 4                  | 0                  | -           | -           | -           | 31     | 3      |
| 2023-2024             | Brøndby               | SL                    | 21+10      | 2+0        | CD              | 4               | 0               | -                  | -                  | -                  | -           | -           | -           | 35     | 2      |
| Totale Brondby        | Totale Brondby        | Totale Brondby        | 172        | 9          |                 | 12              | 0               |                    | 21                 | 0                  | -           | -           | -           | 205    | 9      |
| Totale carriera       | Totale carriera       | Totale carriera       | 300        | 17         |                 | 32              | 1               |                    | 37                 | 2                  |             | 0           | 0           | 369    | 20     |

### Cronologia delle presenze e reti in nazionale
| Cronologia completa delle presenze e delle reti in nazionale ― Croazia | Cronologia completa delle presenze e delle reti in nazionale ― Croazia | Cronologia completa delle presenze e delle reti in nazionale ― Croazia | Cronologia completa delle presenze e delle reti in nazionale ― Croazia | Cronologia completa delle presenze e delle reti in nazionale ― Croazia | Cronologia completa delle presenze e delle reti in nazionale ― Croazia | Cronologia completa delle presenze e delle reti in nazionale ― Croazia | Cronologia completa delle presenze e delle reti in nazionale ― Croazia |
| Data                                                                   | Città                                                                  | In casa                                                                | Risultato                                                              | Ospiti                                                                 | Competizione                                                           | Reti                                                                   | Note                                                                   |
| ---------------------------------------------------------------------- | ---------------------------------------------------------------------- | ---------------------------------------------------------------------- | ---------------------------------------------------------------------- | ---------------------------------------------------------------------- | ---------------------------------------------------------------------- | ---------------------------------------------------------------------- | ---------------------------------------------------------------------- |
| 11-9-2012                                                              | Bruxelles                                                              | Belgio                                                                 | 1 – 1                                                                  | Croazia                                                                | Qual. Mondiali 2014                                                    | -                                                                      | 78’                                                                    |
| Totale                                                                 |                                                                        | Presenze                                                               | 1                                                                      |                                                                        | Reti                                                                   | 0                                                                      |                                                                        |

| Cronologia completa delle presenze e delle reti in nazionale ― Croazia under 21 | Cronologia completa delle presenze e delle reti in nazionale ― Croazia under 21 | Cronologia completa delle presenze e delle reti in nazionale ― Croazia under 21 | Cronologia completa delle presenze e delle reti in nazionale ― Croazia under 21 | Cronologia completa delle presenze e delle reti in nazionale ― Croazia under 21 | Cronologia completa delle presenze e delle reti in nazionale ― Croazia under 21 | Cronologia completa delle presenze e delle reti in nazionale ― Croazia under 21 | Cronologia completa delle presenze e delle reti in nazionale ― Croazia under 21 |
| Data                                                                            | Città                                                                           | In casa                                                                         | Risultato                                                                       | Ospiti                                                                          | Competizione                                                                    | Reti                                                                            | Note                                                                            |
| ------------------------------------------------------------------------------- | ------------------------------------------------------------------------------- | ------------------------------------------------------------------------------- | ------------------------------------------------------------------------------- | ------------------------------------------------------------------------------- | ------------------------------------------------------------------------------- | ------------------------------------------------------------------------------- | ------------------------------------------------------------------------------- |
| 24-3-2013                                                                       | Varaždin                                                                        | Croazia under 21                                                                | 3 – 0                                                                           | Svezia under 21                                                                 | Amichevole                                                                      | -                                                                               |                                                                                 |
| 13-8-2013                                                                       | Vaduz                                                                           | Liechtenstein under 21                                                          | 0 – 5                                                                           | Croazia under 21                                                                | Qual. Europeo Under-21 2015                                                     | -                                                                               |                                                                                 |
| 9-9-2013                                                                        | Leopoli                                                                         | Ucraina under 21                                                                | 0 – 2                                                                           | Croazia under 21                                                                | Qual. Europeo Under-21 2015                                                     | -                                                                               |                                                                                 |
| 14-10-2013                                                                      | Lugano                                                                          | Svizzera under 21                                                               | 0 – 2                                                                           | Croazia under 21                                                                | Qual. Europeo Under-21 2015                                                     | -                                                                               |                                                                                 |
| 14-11-2013                                                                      | Pola                                                                            | Croazia under 21                                                                | 0 – 2                                                                           | Svizzera under 21                                                               | Qual. Europeo Under-21 2015                                                     | -                                                                               |                                                                                 |
| 19-11-2013                                                                      | Pola                                                                            | Croazia under 21                                                                | 3 – 1                                                                           | Lettonia under 21                                                               | Qual. Europeo Under-21 2015                                                     | -                                                                               |                                                                                 |
| 5-3-2014                                                                        | Capodistria                                                                     | Slovenia under 21                                                               | 2 – 1                                                                           | Croazia under 21                                                                | Amichevole                                                                      | -                                                                               |                                                                                 |
| 26-3-2015                                                                       | Zagabria                                                                        | Croazia under 21                                                                | 3 – 1                                                                           | Montenegro under 21                                                             | Amichevole                                                                      | -                                                                               |                                                                                 |
| 30-3-2015                                                                       | Atene                                                                           | Grecia under 21                                                                 | 0 – 2                                                                           | Croazia under 21                                                                | Amichevole                                                                      | -                                                                               | 46’                                                                             |
| 3-9-2015                                                                        | Koprivnica                                                                      | Croazia under 21                                                                | 1 – 0                                                                           | Georgia under 21                                                                | Qual. Europeo Under-21 2017                                                     | -                                                                               | 58’                                                                             |
| 7-9-2015                                                                        | Tartu                                                                           | Estonia under 21                                                                | 0 – 4                                                                           | Croazia under 21                                                                | Qual. Europeo Under-21 2017                                                     | 1                                                                               |                                                                                 |
| 7-10-2015                                                                       | Sebenico                                                                        | San Marino under 21                                                             | 0 – 3                                                                           | Croazia under 21                                                                | Qual. Europeo Under-21 2017                                                     | -                                                                               | 46’                                                                             |
| 12-10-2015                                                                      | Zaprešić                                                                        | Croazia under 21                                                                | 3 – 4                                                                           | Russia under 21                                                                 | Amichevole                                                                      | 2                                                                               |                                                                                 |
| 11-11-2015                                                                      | Sebenico                                                                        | Croazia under 21                                                                | 4 – 0                                                                           | San Marino under 21                                                             | Qual. Europeo Under-21 2017                                                     | -                                                                               | 62’                                                                             |
| 17-11-2015                                                                      | Fiume                                                                           | Croazia under 21                                                                | 2 – 3                                                                           | Spagna under 21                                                                 | Qual. Europeo Under-21 2017                                                     | 1                                                                               |                                                                                 |
| 10-10-2016                                                                      | Trelleborg                                                                      | Svezia under 21                                                                 | 4 – 2                                                                           | Croazia under 21                                                                | Qual. Europeo Under-21 2017                                                     | -                                                                               |                                                                                 |
| Totale                                                                          |                                                                                 | Presenze                                                                        | 16                                                                              |                                                                                 | Reti                                                                            | 4                                                                               |                                                                                 |

| Cronologia completa delle presenze e delle reti in nazionale ― Croazia under 20 | Cronologia completa delle presenze e delle reti in nazionale ― Croazia under 20 | Cronologia completa delle presenze e delle reti in nazionale ― Croazia under 20 | Cronologia completa delle presenze e delle reti in nazionale ― Croazia under 20 | Cronologia completa delle presenze e delle reti in nazionale ― Croazia under 20 | Cronologia completa delle presenze e delle reti in nazionale ― Croazia under 20 | Cronologia completa delle presenze e delle reti in nazionale ― Croazia under 20 | Cronologia completa delle presenze e delle reti in nazionale ― Croazia under 20 |
| Data                                                                            | Città                                                                           | In casa                                                                         | Risultato                                                                       | Ospiti                                                                          | Competizione                                                                    | Reti                                                                            | Note                                                                            |
| ------------------------------------------------------------------------------- | ------------------------------------------------------------------------------- | ------------------------------------------------------------------------------- | ------------------------------------------------------------------------------- | ------------------------------------------------------------------------------- | ------------------------------------------------------------------------------- | ------------------------------------------------------------------------------- | ------------------------------------------------------------------------------- |
| 23-4-2013                                                                       | Aidussina                                                                       | Slovenia under 20                                                               | 1 – 4                                                                           | Croazia under 20                                                                | Amichevole                                                                      | -                                                                               | 51’                                                                             |
| 29-5-2013                                                                       | Metković                                                                        | Croazia under 20                                                                | 0 – 0                                                                           | Montenegro under 20                                                             | Amichevole                                                                      | -                                                                               |                                                                                 |
| Totale                                                                          |                                                                                 | Presenze                                                                        | 2                                                                               |                                                                                 | Reti                                                                            | 0                                                                               |                                                                                 |

| Cronologia completa delle presenze e delle reti in nazionale ― Croazia under 19 | Cronologia completa delle presenze e delle reti in nazionale ― Croazia under 19 | Cronologia completa delle presenze e delle reti in nazionale ― Croazia under 19 | Cronologia completa delle presenze e delle reti in nazionale ― Croazia under 19 | Cronologia completa delle presenze e delle reti in nazionale ― Croazia under 19 | Cronologia completa delle presenze e delle reti in nazionale ― Croazia under 19 | Cronologia completa delle presenze e delle reti in nazionale ― Croazia under 19 | Cronologia completa delle presenze e delle reti in nazionale ― Croazia under 19 |
| Data                                                                            | Città                                                                           | In casa                                                                         | Risultato                                                                       | Ospiti                                                                          | Competizione                                                                    | Reti                                                                            | Note                                                                            |
| ------------------------------------------------------------------------------- | ------------------------------------------------------------------------------- | ------------------------------------------------------------------------------- | ------------------------------------------------------------------------------- | ------------------------------------------------------------------------------- | ------------------------------------------------------------------------------- | ------------------------------------------------------------------------------- | ------------------------------------------------------------------------------- |
| 4-10-2011                                                                       | Sezimovo Ústí                                                                   | Rep. Ceca under 19                                                              | 2 – 2                                                                           | Croazia under 19                                                                | Amichevole                                                                      | -                                                                               | 67’                                                                             |
| 6-10-2011                                                                       | Soběslav                                                                        | Rep. Ceca under 19                                                              | 3 – 2                                                                           | Croazia under 19                                                                | Amichevole                                                                      | -                                                                               |                                                                                 |
| 19-10-2011                                                                      | Costrena                                                                        | Croazia under 19                                                                | 2 – 0                                                                           | Lussemburgo under 19                                                            | Amichevole                                                                      | -                                                                               | 51’                                                                             |
| 12-11-2011                                                                      | Doetinchem                                                                      | Moldavia under 19                                                               | 0 – 4                                                                           | Croazia under 19                                                                | Qual. Europeo Under-19 2012                                                     | -                                                                               | 29’                                                                             |
| 13-3-2012                                                                       | San Cesareo                                                                     | Inghilterra under 19                                                            | 1 – 1                                                                           | Croazia under 19                                                                | Amichevole                                                                      | -                                                                               | 65’                                                                             |
| 14-3-2012                                                                       | Rocca di Papa                                                                   | Romania under 19                                                                | 3 – 0                                                                           | Croazia under 19                                                                | Amichevole                                                                      | -                                                                               |                                                                                 |
| Totale                                                                          |                                                                                 | Presenze                                                                        | 6                                                                               |                                                                                 | Reti                                                                            | 0                                                                               |                                                                                 |

## Palmarès

### Club

#### Competizioni giovanili
- Juniorsko prvenstvo Hrvatske u nogometu: 1

Hajduk Spalato: 2011-2012

#### Competizioni nazionali
- Coppa Italia: 1

Napoli: 2013-2014
- Supercoppa italiana: 1

Napoli: 2014
- Campionato austriaco: 1

Red Bull Salisburgo: 2016-2017
- Coppa d'Austria: 1

Salisburgo: 2016-2017
- Campionato danese: 1

Brøndby: 2020-2021